# Dallas
Dallas ([ˈdæləs]) ist nach Houston und San Antonio die drittgrößte Stadt im Bundesstaat Texas und die neuntgrößte Stadt der Vereinigten Staaten. Das Stadtgebiet hat eine Fläche von 997,1 km², die Stadt ist Verwaltungssitz des nach ihr benannten Countys. Sie hat 1,3 Millionen Einwohner (Stand 2020) und ist das kulturelle und ökonomische Zentrum (engl.: principal city) des zwölf Countys umfassenden Dallas-Fort-Worth-Metroplex.
Die 1841 gegründete Stadt war durch ihre strategische Lage an zahlreichen Eisenbahnlinien ein wichtiges Zentrum der Öl- und Baumwollindustrie. Heute ist die Wirtschaft hauptsächlich von der Telekommunikations-, Computer-, Finanzdienstleistungs- und Transportbranche bestimmt. Dallas ist eine von elf Weltstädten der USA.

## Geographie
Dallas ist der Verwaltungssitz des Dallas County. Teile der Stadt reichen in die Nachbarcountys Collin, Denton, Kaufman und Rockwall hinein.
Dem US Census Bureau zufolge hat die Stadt eine Gesamtfläche von 997,1 km², davon sind 887,1 km² Land und 42,5 km² Wasser (11,03 %). Dallas bildet ein Fünftel des Metropolgebiets Dallas-Fort-Worth-Metroplex, in dem ungefähr ein Viertel aller Texaner wohnen.

### Klima
Dallas hat ein subtropisches Klima mit milden Wintern (um 15 °C) und heißen Sommern (um 35 °C). Im Winter können jedoch auch Frost und Schneefälle vorkommen. Während der Sommermonate werden immer wieder Temperaturen über 40 °C erreicht. Im Jahr fallen etwa 850 mm Niederschlag. Die Temperaturextrema liegen zwischen −18 °C und 45 °C. Des Weiteren liegt die Stadt in einem tornadogefährdeten Gebiet.
|                       | Jan  | Feb  | Mär  | Apr  | Mai   | Jun  | Jul  | Aug  | Sep  | Okt  | Nov  | Dez  |   |       |
| Mittl. Tagesmax. (°C) | 12,3 | 14,9 | 19,9 | 24,6 | 28,3  | 33,3 | 35,8 | 35,7 | 31,0 | 25,8 | 19,3 | 14,2 | ⌀ | 24,6  |
| Mittl. Tagesmin. (°C) | 0,4  | 2,7  | 7,6  | 12,6 | 17,0  | 21,1 | 23,4 | 23,1 | 19,4 | 13,2 | 7,4  | 2,4  | ⌀ | 12,6  |
|                       |      |      |      |      |       |      |      |      |      |      |      |      |   |       |
| Niederschlag (mm)     | 46,5 | 55,4 | 70,4 | 88,9 | 124,0 | 75,7 | 58,7 | 56,1 | 86,1 | 89,4 | 58,2 | 46,7 | Σ | 856,1 |
|                       |      |      |      |      |       |      |      |      |      |      |      |      |   |       |
| Regentage (d)         | 5,0  | 4,9  | 5,7  | 6,5  | 7,4   | 5,2  | 4,0  | 3,6  | 5,5  | 5,1  | 5,0  | 5,0  | Σ | 62,9  |

| 0,4 |

| 2,7 |

| 7,6 |

| 12,6 |

| 17,0 |

| 21,1 |

| 23,4 |

| 23,1 |

| 19,4 |

| 13,2 |

| 7,4 |

| 2,4 |

| 0,4 |

| 2,7 |

| 7,6 |

| 12,6 |

| 17,0 |

| 21,1 |

| 23,4 |

| 23,1 |

| 19,4 |

| 13,2 |

| 7,4 |

| 2,4 |

## Geschichte
Im Gebiet um Dallas lebten die amerikanischen Ureinwohner Caddo, bevor es im 16. Jahrhundert Teil der spanischen Provinz Neuspanien bzw. von Texas wurde. Das heutige Dallas blieb bis 1821 unter spanischer Herrschaft, als Mexiko seine Unabhängigkeit von Spanien erklärte. Das Gebiet des zukünftigen Dallas wurde Teil des Staats Coahuila y Tejas in der neuen Nation. Die Republik Texas trennte sich 1836 von Mexiko und blieb fast zehn Jahre ein unabhängiges Land. 
1839, nach vier Jahren in der Republik, vermaß John Neely Bryan das Gebiet um Dallas, und zwei Jahre später gründete er dort die Stadt Dallas. 1846 annektierten die Vereinigten Staaten die Republik von Texas, und es entstand das Dallas County. Man vermutet, dass County wie Stadt nach George M. Dallas, dem damaligen elften Vizepräsidenten der USA, benannt wurden. Bryan äußerte allerdings nur, dass sie „nach meinem Freund Dallas“ benannt wurde.
1856 erhielt Dallas das Stadtrecht. Die Stadt hatte wenige Sklaven, die hauptsächlich von Siedlern aus Alabama und Georgia mitgebracht wurden. Dallas war bis nach dem Amerikanischen Bürgerkrieg, in dem Dallas ein Teil der Konföderierten Staaten von Amerika war, nur eine Kleinstadt im texanischen Grenzland und wurde erst 1871 offiziell eine Stadt. Die Stadt bezahlte der Houston and Central Texas Railroad eine Summe von 5000 US-Dollar, um die geplante Bahnstrecke 32 km westlich und somit durch Dallas zu verlegen. Im folgenden Jahr sicherten die Stadtväter der Texas and Pacific Railroad gesetzliche Vergünstigungen zu, wenn diese ihre Bahnlinie ebenfalls durch Dallas verlegte. So kreuzten sich 1873 die beiden Hauptbahnlinien von Texas (Nord-Süd und Ost-West) in Dallas und die Zukunft als Kommerzzentrum war gesichert.
1890 wurde in der Stadt das römisch-katholische Bistum Dallas errichtet. Die  Cathedral Shrine of the Virgin of Guadalupe ist die Hauptkirche des Bistums.
Um die Jahrhundertwende wurde Dallas zum bedeutendsten Markt für Drogeriewaren, Bücher, Juwelen und Spirituosen im Südwesten der Vereinigten Staaten und zu einem Handelszentrum für Baumwolle, Getreide und Büffelprodukte. Schnell wurde sie zum weltweit führenden Baumwoll-Inlandmarkt und konnte sich auch als Marktführer in der Sattlerei und im Bau von Entkörnungsmaschinen für Baumwolle etablieren. So wurde Dallas im beginnenden 20. Jahrhundert rasch von einem landwirtschaftlichen Zentrum zu einem Zentrum für Bankwesen, Versicherer und andere Geschäfte.
1930 wurde 160 km östlich von Dallas Öl entdeckt, die Stadt wurde dadurch schnell zum Zentrum der Ölindustrie in Texas und Oklahoma. 1958 erfand Jack Kilby bei Texas Instruments die integrierte Schaltung; damit begann die Entwicklung des Gebiets als ein Zentrum für die Herstellung von Hochtechnologie. Während der 1950er und 1960er Jahre wurde Dallas das drittgrößte Technologiezentrum in den Vereinigten Staaten. So entstanden etwa Unternehmen wie Ling-Tempco-Vought (LTV Corporation) und Texas Instruments. 1957 öffneten zwei Bauträger (Trammell Crow und John M. Stemmons) einen Möbelmarkt, aus dem später das Dallas Market Center entstand, das heute der größte Großhandelsmarkt der Welt ist.
Am 22. November 1963 wurde der damalige US-Präsident John F. Kennedy auf der Elm Street erschossen, während seine motorisierte Eskorte über die Dealey Plaza in der Innenstadt von Dallas fuhr.
In den 1970er und 1980er Jahren erfuhr Dallas einen wahren Bauboom, der der Innenstadt ihre prominente Silhouette verlieh, die z. T. von berühmten Architekten beeinflusst wurde. Mit dem Umzug eines Teils der Ölindustrie nach Houston und dem aufkeimenden Computer- und Telekommunikationsmarkt fing Dallas an, die Kernindustrie auf die Technologiebranche zu konzentrieren. In den späteren 1980ern brach die Wirtschaft während der Savings-and-Loan-Krise in Dallas fast völlig zusammen. Hunderte Rohbauten blieben unvollendet stehen. Wegen des riesigen weltweiten Erfolgs der Fernsehserie Dallas wurde die Stadt in den 1980er Jahren zu einer der prominentesten US-Städte. Anfang der 1990er Jahre konnte sich die Wirtschaft wieder deutlich erholen. Wegen der ansässigen Industrie im Bereich der Hochtechnologie erhielt Dallas in Anlehnung an das kalifornische Silicon Valley den Spitznamen „Silicon Prairie“.
Beim Attentat auf Polizisten in Dallas am 7. Juli 2016 wurden fünf Polizisten getötet und sieben Polizisten sowie zwei weitere Personen verletzt. Das Attentat war der bis dahin schwerste gezielte Angriff auf Strafverfolgungsbeamte in den Vereinigten Staaten. In Dallas befindet sich die Präsidentenbibliothek von George W. Bush, dem 43. Präsidenten der Vereinigten Staaten.

## Bevölkerung
Die Bevölkerung bestand laut dem Zensus von 2010 zu 28,8 Prozent aus Weißen und zu 24,7 Prozent aus Afroamerikanern; 6,3 Prozent waren asiatischer Herkunft; 0,7 % waren Indianer. 42,7 Prozent der Bevölkerung waren Hispanics. Der Median des Einkommens je Haushalt lag 2015 bei 50.270  US-Dollar. 17,9 Prozent der Bevölkerung lebten unterhalb der Armutsgrenze.

## Politik
Stadt und Umland von Dallas entwickelten sich im 21. Jahrhundert zu einer Bastion der Demokratischen Partei. Bei den US-Präsidentschaftswahlen 2004 stimmten 57 % der städtischen Wähler für den demokratischen Bewerber John Kerry. Im Dallas County insgesamt stimmten 49 % für Kerry und 50 % für George W. Bush. Bei den Präsidentschaftswahlen 2008 and 2012 erzielte Barack Obama jeweils 57 % in Dallas County und noch höhere Anteile in der Stadt. 
Bei den Wahlen 2016 stimmten rund 66 % für Hillary Clinton, nur 28 % der städtischen Wähler für Donald Trump. Dallas County insgesamt stimmte zu 61 % für Clinton, zu 35 % für Trump. Von 2005 bis 2017  hatte Dallas County mit der offen lesbisch lebenden Lupe Valdez den einzigen weiblichen Sheriff in Texas.

## Wirtschaft

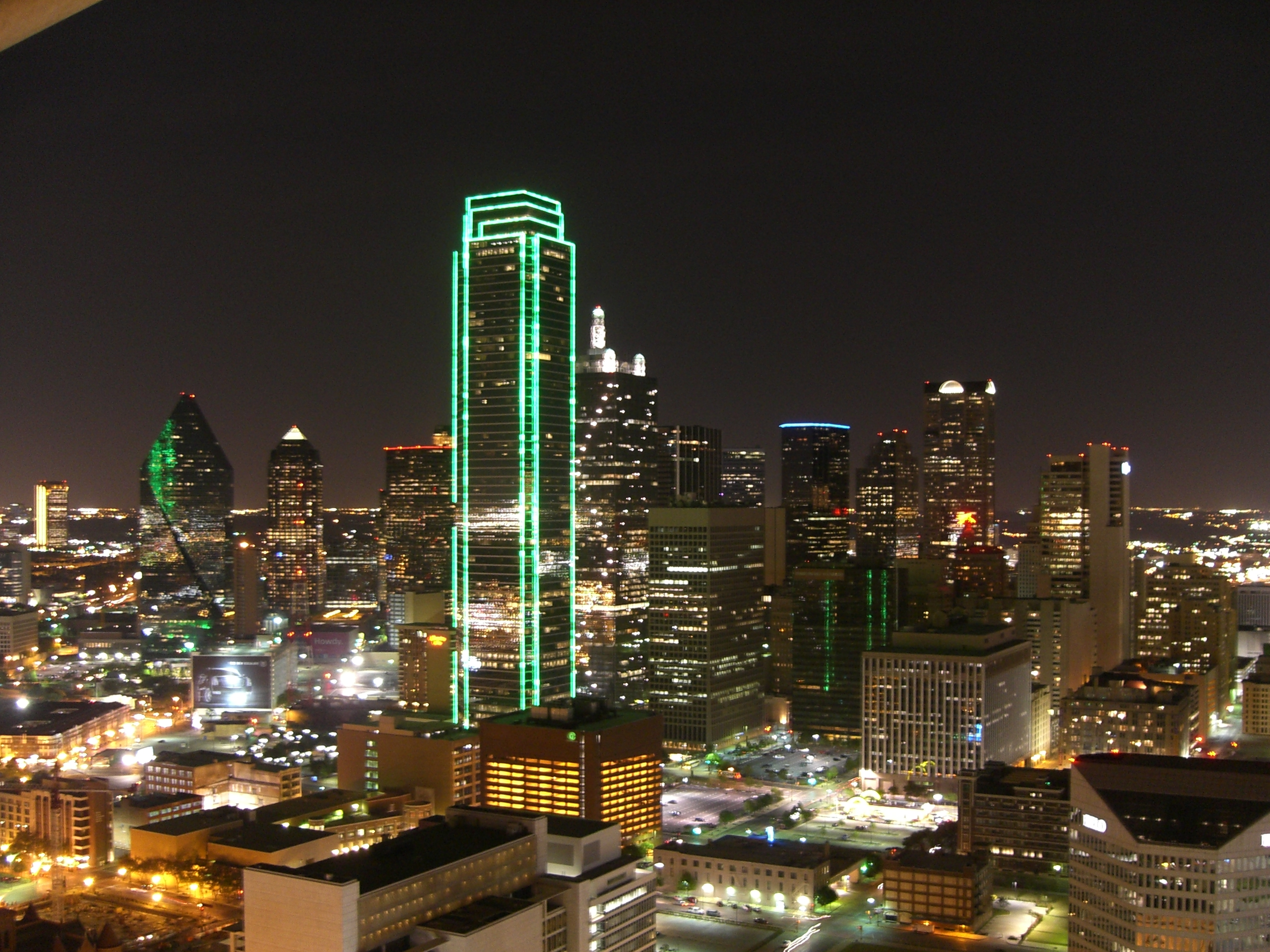
Dallas bei Nacht

Die Metropolregion von Dallas erbrachte 2016 eine Wirtschaftsleistung von 511,6 Milliarden US-Dollar. Das Bruttoinlandsprodukt pro Kopf liegt bei 65.154 US-Dollar. Bei einer Studie aus dem Jahr 2014 belegte Dallas Platz 18 unter den wirtschaftsstärksten Metropolregionen weltweit und Platz 6 innerhalb der Vereinigten Staaten. Die Arbeitslosenrate in Dallas beträgt 3,4 % (Stand: Mai 2018) und liegt damit unter dem nationalen Durchschnitt.
Die Stadt war durch ihre strategische Lage an zahlreichen Eisenbahnlinien ein wichtiges Zentrum der Öl- und Baumwollindustrie. Heute ist die Wirtschaft hauptsächlich von der Telekommunikations-, Computer-, Finanzdienstleistungs- und Transportbranche bestimmt.
Dallas ist zudem das zweitgrößte Zentrum der US-amerikanischen Computerspiel-Entwicklungsbranche. Viele erfolgreiche Entwicklungsstudios haben sich in Dallas oder der näheren Umgebung niedergelassen, darunter  id Software, 3D Realms, Ensemble Studios, Gearbox Software und Ritual Entertainment.
Bekannte Unternehmen
- AT&T, Telekommunikationskonzern
- Builders FirstSource, Baustoffhändler
- CBRE Group, Immobiliendienstleister[22]
- Celanese, Chemieunternehmen
- Dean Foods, Molkereiunternehmen
- Greyhound Lines, Betreiber von Fernbuslinienverbindungen
- HollyFrontier, Betreiber von Erdölraffinerien
- Kronos International, Hersteller chemischer Erzeugnisse
- Mary Kay, Kosmetik, die im Direktvertrieb verkauft wird
- Neiman Marcus, in Dallas gegründete Kaufhauskette
- Regus, bietet Virtuelle Büros an
- Southwest Airlines, Luftfahrtgesellschaft
- Texas Instruments, Halbleiterfabrikant und Hersteller des ersten integrierten Schaltkreises

## Verkehr
Stadtbahn
Der schienengebundene ÖPNV in Dallas und Umgebung wird durch die Stadtbahn Dallas betrieben. Das Dallas Area Rapid Transit Nahverkehrsunternehmen betreibt außerdem die Straßenbahn Dallas und ist beteiligt an der M-Line in Uptown.
Flugverkehr

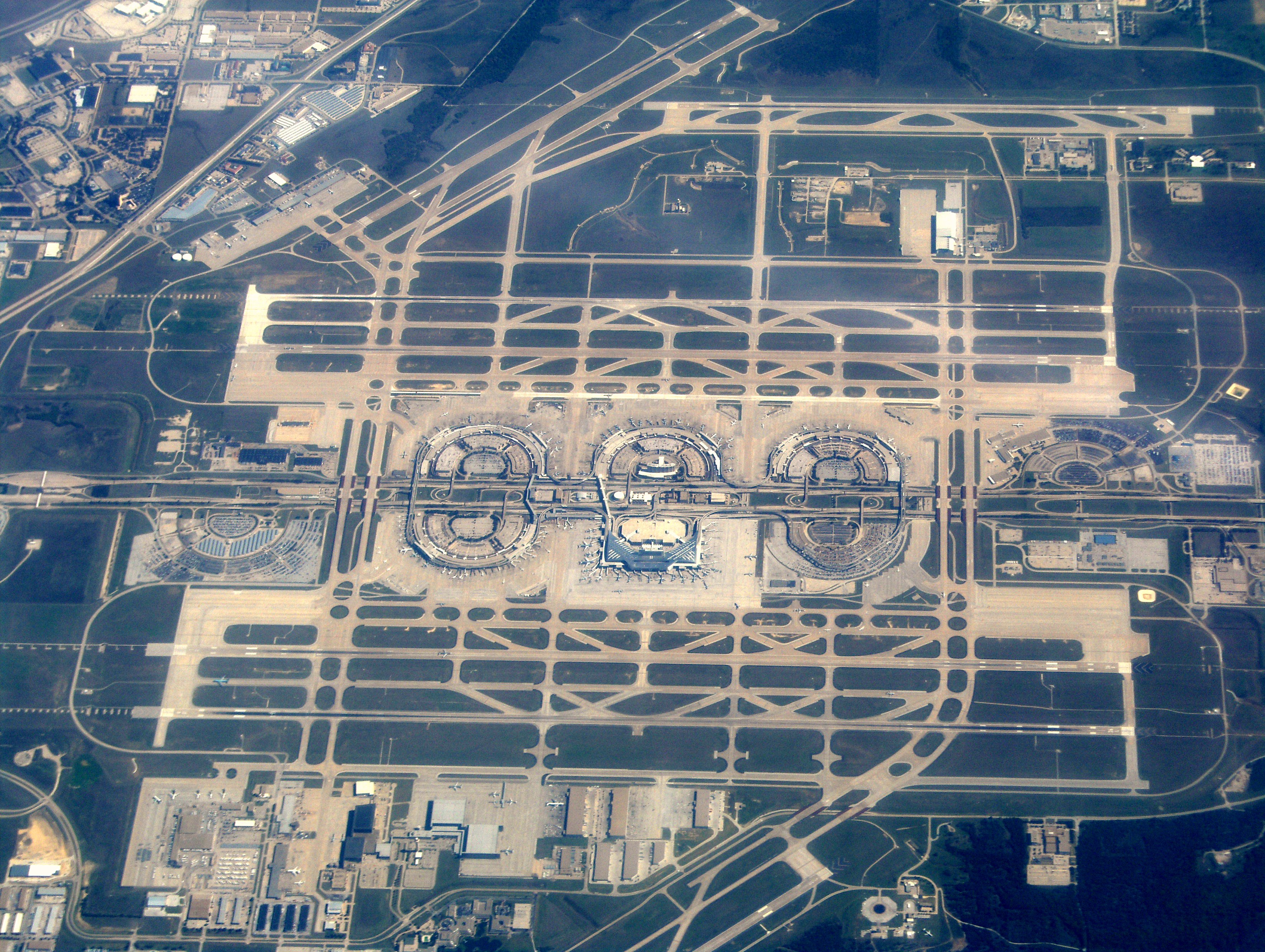
Flughafen Dallas-Fort Worth (DFW) Bedient die meisten Ankünfte und Abflüge in Dallas
Dallas/Fort Worth Metroplex

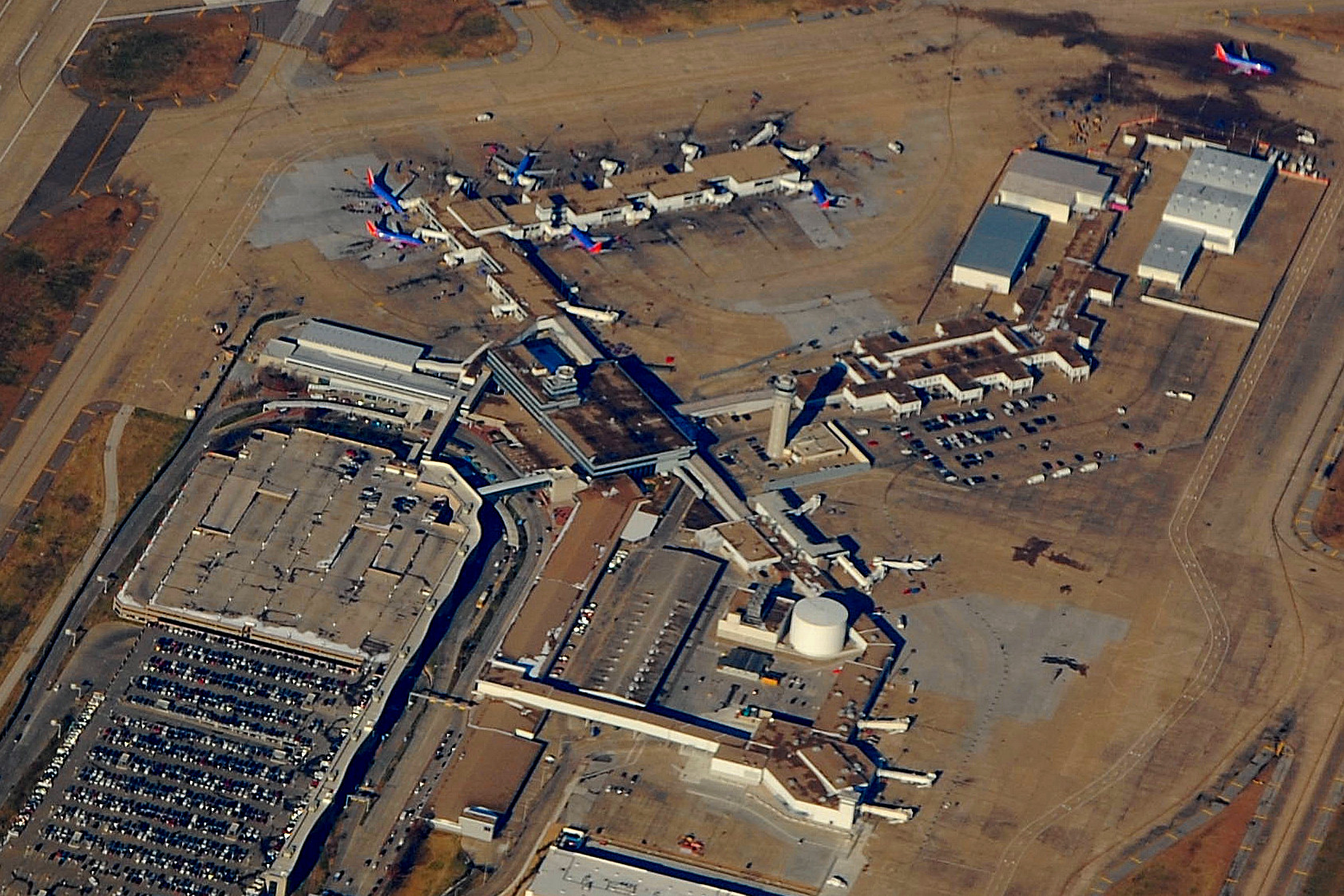
Dallas Love Field

Der internationale Flughafen Dallas-Fort Worth (DFW) auf halber Strecke zwischen Dallas und Fort Worth gelegen, ist der größte Flughafen im Bundesstaat Texas, der viertgrößte der USA und der achtgrößte der Welt. Der DFW International Airport ist flächenmäßig größer als Manhattan.
1999 wurden hier mehr als 60 Millionen Passagiere abgefertigt.
Verschiedene Fluggesellschaften sind mit ihren Hauptquartieren am DFW International Airport ansässig. Zu ihnen zählt unter anderen die größte Fluggesellschaft der Welt, American Airlines. Mit mehr als 800 täglichen Starts und Landungen macht American Airlines den Großteil des Flugbetriebs aus.
Neben dem DFW International Airport gibt es noch den Flughafen Love Field (DAL), der bis zur Eröffnung des Flughafens Dallas-Fort Worth der Hauptflughafen der Stadt war.

## Kultur und Sehenswürdigkeiten

Eine Statue für Bürgermeister Robert Lee Thornton vor der Hall of State

### Kunst
Zum Arts District in der Innenstadt zählen das Dallas Museum of Art, das Crow Museum of Asian Art, die Dallas Opera, das Wyly Theatre des Dallas Theater Center, das Morton H. Meyerson Symphony Center, die Trammell & Margaret Crow Collection of Asian Art, das Nasher Sculpture Center. Weitere überregional bekannte Museen und Galerien sind die Kunsthalle Dallas Contemporary mit wechselnden Ausstellungen und das Meadows Museum (in der Enklave University Park), das eine bedeutende Sammlung spanischer Kunst zeigt. Der Distrikt beherbergt außerdem die regional bekannte Booker T. Washington High School for the Performing and Visual Arts.
Das Kalita Humphreys Theater, 1959 erbaut von Frank Lloyd Wright, war die ehemalige Spielstätte des Dallas Theater Center und wird seit 2009 von verschiedenen freien Gruppen bespielt. Der Stadtteil Deep Ellum wurde während der 1920er und 1930er als Jazz- und Blueszentrum des amerikanischen Südens populär. Unter anderem spielten Musiker wie Blind Lemon Jefferson, Robert Johnson, Huddie „Leadbelly“ Ledbetter und Bessie Smith in den hier ansässigen Clubs. Heute wohnen in Deep Ellum zahlreiche Künstler, die neben Kneipen, Lokalen und Veranstaltungsorten ihre Ateliers haben. Auch die Sprayerszene konnte sich in Deep Ellum stark verbreiten – zahlreiche Graffiti und Wandgemälde bedecken Tunnel, Gebäude, Gehwege und Straßen.

### Bauwerke
Die Innenstadt von Dallas ist von mehreren hohen Bauwerken geprägt. Höchstes Bauwerk der Stadt ist der Mitte der 1980er Jahre fertiggestellte und 281 Meter hohe Wolkenkratzer Bank of America Plaza. Das bis dahin höchste Bauwerk war der Renaissance Tower mit 270 Metern Höhe und 56 Stockwerken. Die Dallas City Hall, in der sich die Stadtregierung befindet, fällt durch ihre Architektur auf, die teilweise an eine umgekehrte Pyramide erinnert. 
Die Skyline wird neben den Hochhäusern auch von dem 171 Meter hohen Aussichtsturm Reunion Tower geprägt, der durch eine geodätische Kuppel als Turmkorb auffällt. Das Majestic Theatre wurde als 1977 als erstes Gebäude der Stadt unter Denkmalschutz gestellt. Die geschwungene Margaret Hunt Hill Bridge wurde 2012 in Betrieb genommen.

### Gastronomie
Kulinarisch ist Dallas bekannt für Barbecue-Spezialitäten sowie mexikanische und Tex-Mex-Küche. Berühmte Lokale sind El Fenix, Mi Cocina, Bone Daddy’s Barbeque und The Mansion on Turtle Creek. In Dallas gibt es mehr Restaurants pro Kopf als in New York City.

### Sport
In Dallas gibt es folgende Mannschaften nationaler Ligen:
- Dallas Cowboys (NFL; American Football)
- Dallas Desperados (Arena Football League, Arena Football)
- Dallas Mavericks (NBA; Basketball)
- Dallas Stars (NHL; Eishockey)
- FC Dallas (MLS, Fußball)

Die Texas Rangers (Baseball) sind im Vorort Arlington beheimatet.
Das Cotton Bowl Stadium ist das traditionsreiche Sportstadion von Dallas.
Das Grand Prairie Stadium in Dallas war einer der Austragungsorte beim T20 World Cup 2024.

## Städtepartnerschaften
Partnerstädte von Dallas sind
| - Brünn, Tschechien - Dijon, Frankreich - Monterrey, Mexiko - Riga, Lettland - Saratow, Russland | - Sendai, Japan - Taipeh, Republik China (Taiwan) - Tianjin, Volksrepublik China - Valencia, Spanien |

Freundschaftliche Beziehungen bestehen zu:
- Dalian, Volksrepublik China
- Nanjing, Volksrepublik China
- Qingdao, Volksrepublik China

Am 2. Februar 1999 wurde der Asteroid (8084) Dallas nach der Stadt benannt.

## Panoramen

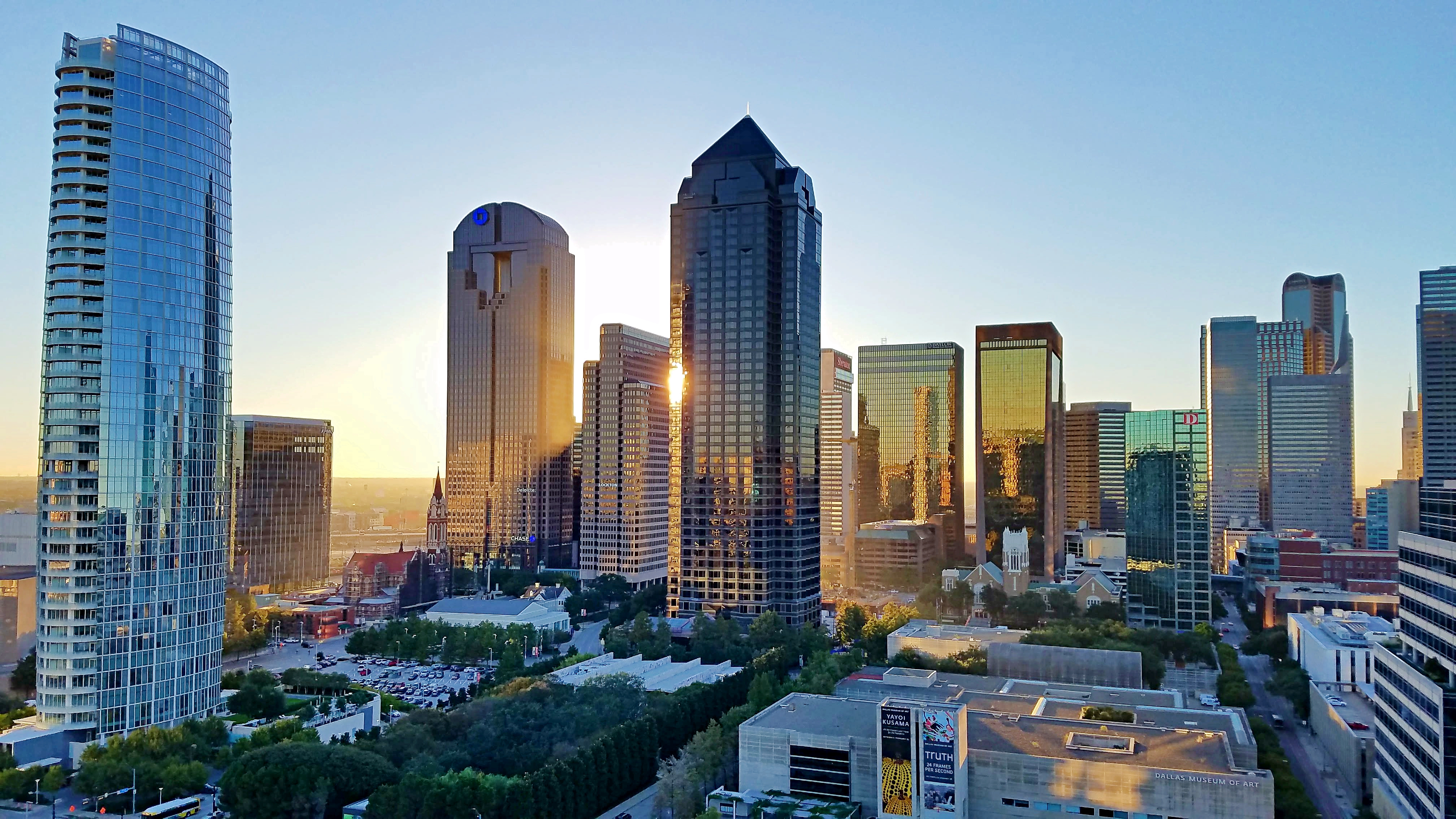
Blick auf den Dallas Arts District